# Paguristes cadenati
Paguristes cadenati är en kräftdjursart som beskrevs av Forest 1954. Paguristes cadenati ingår i släktet Paguristes och familjen Diogenidae. Inga underarter finns listade i Catalogue of Life.

## Bildgalleri

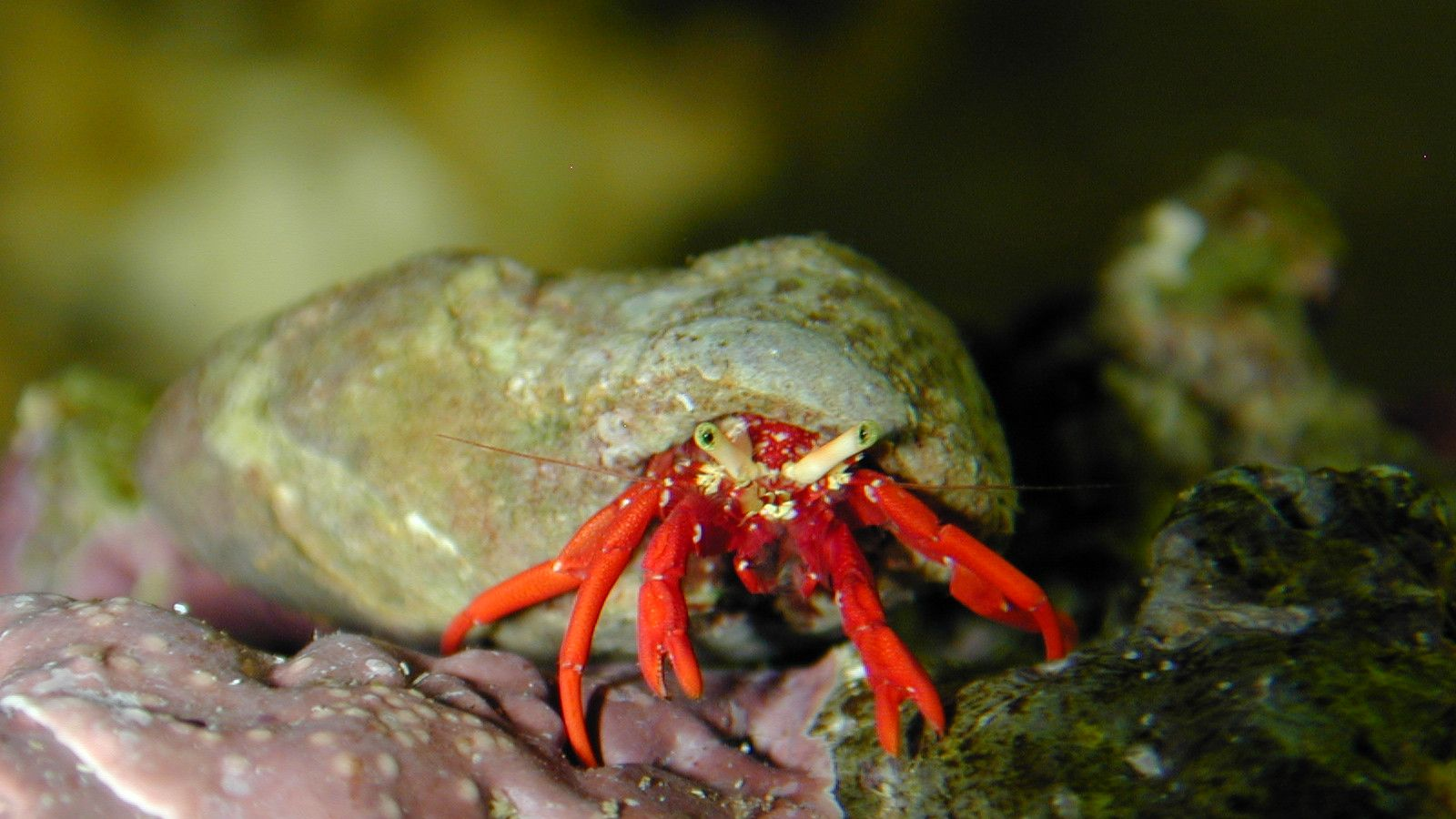